# Busana Vekija
Bussana Vecchia (Stara Busana) je 1000 godina star grad u Liguriji, par kilometara od italijansko-francuske granice (administrativno spada pod Sanremo). 
1887. u zemljotresu koji je ubio više od 2000 ljudi, grad je razrušen, a vlasti odlučuju da izgrade novo naselje u blizini pod nazivom Bussana Nuova (Nova Busana), gde je preostalo stanovništvo preseljeno. Staro naselje je napušteno a preostale građevine proglašene opasnim za život. 
Ruševine su bile napuštene sve do 1947. kada imigranti iz južne Italije počinju ilegalno da naseljavaju “grad duhova”. Posle nekoliko prinudnih iseljenja tokom 1950-ih, italijanske vlasti naređuju rušenje svih stepenica na prvom spratu i krovova. 
Bez obzira na sve, ranih 1960-ih grupa umetnika odlučuje da se preseli u Staru Buskanu, gde će moći da živi jednostavnim životom i da se bavi umetnošću.  
U selu nije bilo ni struje, ni vode, ni kanalizacije, ali nova zajednica svejedno raste i oko 1968. dostiže 30-ak stanovnika, uglavnom hipika iz raznih krajeva Evrope (Italija, Austrija, Engleska, Francuska, Danska, Nemačka i Švedska). 
Tenzije sa starosedeocima i sa policijom rastu sve dok 25. jula 1968. vlasti nisu naredile prinudno iseljenje. Policija koja dolazi da izvrši zadatak susreće se za zabarikadiranim stanovništvom i povećom grupom stranih novinara, i odlučuje da izbegne konfrontaciju. 
Tokom 1980. i 1981. francuski piratski radio Radio K je emitovan iz Busane.
Danas je Stara Boskana poznata kao Međunarodno umetničko selo, i bez obzira na povremena uznemiravanja od strane vlasti (bilo je još nekoliko pokušaja iseljenja), zajednica i dalje živi tamo, prodaje svoje rukotvorine turistima i organizuje umetnička dešavanja. 

## Spoljašnje veze
- Zvanična stranica, (језик: енглески), (језик: италијански)